# 乔希·戴克斯-科格利
乔舒亚·雅各布·戴克斯-科格利（英語：Joshua Jacob Dacres-Cogley；1999年9月24日—），簡稱乔希·科格利，是一名英格蘭足球運動員，在場上的位置是邊後衛。他現在效力於英乙球隊特兰米尔。

## 球會生涯
乔希·科格利在2011年加入伯明翰青年學院，2012年獲得青訓獎學金，2015年簽下首份職業合約。
2016年8月9日的英格蘭聯賽盃對牛津联，他職業生涯首次上場比賽，踢滿全場120分鐘，球隊最終在加时赛以1-0落敗。11月6日，由於乔纳森·斯佩克特停賽及保罗·卡迪斯受傷，使科格利首次在聯賽上場對布伦特福德，他出任右邊衛，而球隊最終以2-1取勝。2017年2月，科格利簽下一份為期三年半的合約。
2017/18球季，球會簽下一些後衛球員，使科格利在球隊的位置下降，該球季首次上場要等到12月對富勒姆的比賽才有機會，他在比賽中出任中後衛。整個賽季各項賽事他只上場5次，其中聯賽只上場12分鐘。

### 克劳利镇
科格利參加了2019年8月6日英格蘭聯賽盃對朴茨茅斯一賽後，他續約至2021年，及外借至英乙球會克劳利镇整個19/20球季。外借期間他踝關節骨折，休養至2020年1月1日重返賽場參加對科尔切斯特联的比賽。